# مجد الدين المؤيدي
مجدالدين بن محمد المؤيدي (1914 - 2007) عالم دين يمني ومفتي اليمن والحجاز سابقا، من علماء الزيدية في القرن الأخير، تولى من بعده العلامة الحسين بن يحي المطهر (1946 - 2014).

## مولده
ولد في 26 شعبان سنة 1332هـ، بالرضمة من جبل برط، دار هجرة والده الأولى، لَمَّا انتقل إلى هنالك من هجرة ضحيان صعدة، مع مَن ارْتَحل من العلماء إلى مقام محمد بن القاسم الحسيني الحوثي، رغم استيلاء الأتراك على أكثر قطر اليمن.
وفي عهد الإمام أحمد حميد الدين، سُجل أول اقتراب له من السياسة. حيث أعلن معارضة حادَّة للإمام أحمد إثر سماح الأخير ببث الأغاني الوطنية، المصحوبة بالموسيقى، عبر إذاعة صنعاء حديثة النشأة آنئذ.
وجه رسالة بهذه المعارضة، إلى الإمام تحولت لاحقاً إلى كتاب بعنوان «البلاغ الناهي عن الغناء وآلات الملاهي»، والأقرب أن ما بدى معارضة فقهية انطوى على مباينة سياسية لنظام الإمام، إذ لم يُسجَّلْ لاحقاً أي انخراط لمجد الدين في أي من المناشط الرسمية للمملكة المتوكلية كما لم يلتحق بأي منصبٍ حكومي، كما ألف المؤيدي كتابه «التحف..شرح الزلف» مدونًا فيه سير وتاريخ أئمة الزيدية بدءاً بالإمام علي بن أبي طالب وانتهاءً بالإمام الناصر لدين الله أحمد بن يحيى بن حميد الدين.

## نسبه

### نسبه من جهة الأب
هو أبو الحسين مجد الدين بن محمد بن منصور بن أحمد بن عبد الله بن يحيى بن الحسن بن يحيى بن عبد الله بن علي بن صلاح بن علي بن الحسين بن الإمام عز الدين بن الحسن بن الإمام علي بن المؤيد بن جبريل بن المؤيد بن أحمد بن الأمير شمس الدين يحيى بن أحمد بن يحيى بن الناصر بن الحسن بن عبد الله بن محمد بن المختار القاسم بن الإمام النَّاصر أحمد بن الإمام يحيى الهادي إلى الحق بن الحسين بن القاسم الرسي بن إبراهيم طباطبا بن إسماعيل الديباج بن إبراهيم الغمر بن الحسن المثنى بن الحسن بن أمير المؤمنين علي بن أبي طالب.

### نسبه من جهة الأم
والدته هي بنتُ الإمام أبو القاسم محمد بن القاسم بن محمد بن إسماعيل بن الحسن بن محمد بن الحسين بن علي بن عبد الله بن أحمد بن علي بن الحسين بن علي بن عبد الله بن محمد بن يحيى بن حمزة بن علي بن إبراهيم بن يوسف بن علي بن إبراهيم بن محمد بن أحمد بن إدريس بن جعفر الزكي بن علي الهادي بن محمد الجواد بن علي الرضا بن موسى الكاظم بن جعفر الصادق بن محمد الباقر بن علي زين العابدين بن الحسين بن علي بن أبي طالب.

## دراسته ومشائخه
أقبل إلى العلم فدرس على والده: النحو، والصرف، والمعاني، والبيان، والبديع، والمنطق، واللغة، والأصولين، والتفسير، والحديث، والفقه، والفرائض، ومعرفة رجال الرواية، والتاريخ، والسير، وغير ذلك.
وأخذ عن الحسن بن الحسين بن محمد الحوثي وأجازه فوق ذلك بالإجازة العامة في جميع مسموعاته ومستجازاته، ومؤلَّفه العظيم التخريج على الشافي، الذي فَوَّضَهُ في ترتيبه وتنقيحه، وشيخُهُ المذكور أخذ عن والده، وهو عن محمد بن القاسم الحسيني.
كما تلقّى المؤلف عن عبد الله بن الإمام الهادي الحسن بن يحيى القاسمي في بعض علوم العترة، وأجازه إجازة عامة في جميع مؤلَّفاته التي منها: الجدوال مختصر طبقات الزيدية، وجميع مسموعاته ومستجازاته، ومؤلّفات والده الإمام الهادي، وشيخُهُ المذكور أخذ عن والده الآخذ عن الإمام المهدي أيضاً. 
وله مشائخ غير من ذُكر أخذ عنهم وأخذوا عنه.
أمَّا محمد بن إبراهيم المؤيدي الملقب بابن حورية فأجازه إجازة عامة نثراً ونظماً، ثم ساق في ذكر مشائخه، وطرقه وإجازته للمؤلف، كما أجازه غيرهم من العلماء.

## من مؤلفاته
1. الجامعة المهمة لأسانيد كتب الأئمة.
2. الحجج المنيرة على الأصول الخطيرة.
3. عيون المختار من فنون الأشعار والآثار.
4. كتاب الحج والعمرة.
5. كتاب التحف شرح الزلف.
6. إيضاح الدلالة في تحقيق أحكام العدالة.
7. لوامع الانوار في جوامع العلوم والاثار وتراجم اولي العلم والانظار.

## وفاته
توفى مغرب يوم الثلاثاء 6 رمضان لعام 1428 هـ. وقبره بصعدة في جنازة حاشدة، وقد عزاه الرئيس اليمني علي عبد الله صالح وعزاه من رؤساء وملوك دول شقيقة وكثير من علماء السنة والشيعة.